# Bettina von Freytag
Baronka Bettina von Freytag zvaná Löringhoff (26. září 1943 Stuttgart – 16 srpna 2021 Tübingen) byla německá klasická archeoložka ze šlechtického rodu Freytag von Loringhoven.

## Život
Bettina von Freytag, dcera filozofa Bruna von Freytag-Löringhoff, vystudovala Uhlandovo gymnázium v Tübingenu a poté se začala věnovat studiu klasické archeologie. V roce 1971 získala doktorát na Univerzitě v Tübingenu u Ulricha Hausmanna. Po práci na vykopávkách v Itálii, Řecku a Turecku (1965 u Friedricha Karla Dörnera v Kommagene) a po čtyřech letech působení na pozici vědecké asistentky v Německém archeologickém institutu v Olympii a v Kerameiku v Aténách se v roce 1976 stala kustodkou sbírky starožitností a vědeckou asistentkou na Archeologickém institutu Univerzity v Tübingenu. Roku 1977 se stala akademickým radou a roku 1993 vrchním radou. Od roku 1989 působila jako ředitelka univerzitního muzea na zámku Hohentübingen, od roku 1996 jako jeho akademická ředitelka a hlavní kurátorka. Po habilitaci v roce 1998 se stala mimořádnou profesorkou Univerzity v Tübingenu. V roce 2008 odešla do důchodu, ale nadále působila na Dětské univerzitě v Tübingenu. Zemřela po delší nemoci v roce 2021.

## Výběr z díla
- Praestant interna: Festschrift für Ulrich Hausmann (1982, spoluautoři Ulrich Hausmann, Dietrich Mannsperger a Friedhelm Prayon)
- Das Giebelrelief von Telamon und seine Stellung innerhalb der Ikonographie der "Sieben gegen Theben" (1986)
- Realität und Mythos im Spiegel der Denkmäler (1991)
- Kleine Gypse Wohnzimmerrezeption antiker Plastik; Begleitband zur Ausstellung im Haspelturm des Schlosses Hohentübingen vom 30. März bis 2. Mai 1999